# 韩国航空宇宙研究院
韩国航空宇宙研究院（：／），是韩国航空航天研究的政府机构，总部位于大田市。

## 历史
韩国导弹最初的技术来自其盟友美国用于对付朝鲜。不过美国长期以来一直试图阻止韩国发展自主的导弹和火箭技术。1979年，美韩签署了《导弹谅解备忘录》，美国以此限定韩国导弹射程不能超过180公里。
1989年，韩国航空宇宙研究院成立开始自主研发火箭技术。韩国航空宇宙研究院研制的KSR-I和KSR-II型一、二级固体燃料火箭分别在1993年和1997年发射成功。2004年9月，韩国航空宇宙研究院为韩国研制首枚KSR-III型三级液体燃料火箭在韩西海岸发射升空，为韩国研制卫星运载工具迈出重大一步。
为加快火箭技术的发展，2004年韩国开始与俄国合作研制火箭发射技术，双方共同研制罗老号运载火箭。与俄国的合作并不顺利。2009年和2010年罗老号两次发射失败，加之俄国在合作中出尔反尔，有舆论认为韩国本国火箭研发被俄拖累。2013年1月30日，经过两次推延后罗老号最终成功将科学卫星送入预定轨道。
2022年韩国航空宇宙研究院先後完成第二代運載火箭世界号的發射，以及透過美國SpaceX的猎鹰9號火箭成功將月球探測器赏月号發射升空。

## 研发项目
- 阿里郎系列人造卫星
  - 阿里郎1号（朝鲜语：아리랑 1호）（1999年12月21日美国发射）
  - 阿里郎2号（2006年7月28日俄罗斯发射）
  - 阿里郎3号（2012年5月18日日本发射）
  - 阿里郎3A号（朝鲜语：아리랑 3A호）（2015年3月26日俄罗斯发射）
  - 阿里郎5号（朝鲜语：아리랑 5호）（2013年8月22日俄罗斯发射）
  - 阿里郎6号（朝鲜语：아리랑 6호）（预定2020年发射）
  - 阿里郎7号（朝鲜语：아리랑 7호）（预定2021年发射）
- 运载火箭：KSLV-I、KSLV-II
- 探空火箭：KSR-1、KSR-2、KSR-3

## 韩国运载火箭发射列表
以下列表记录了大韩民国现代太空事业的各次运载火箭的发射情况。发射任务的最终目标高度凡高于地球海平面100公里的卡门线均被收录，未收录探空火箭的亚轨道任务。
| 韩国运载火箭发射列表                     | 韩国运载火箭发射列表  | 韩国运载火箭发射列表                 | 韩国运载火箭发射列表                     | 韩国运载火箭发射列表 | 韩国运载火箭发射列表                                                              | 韩国运载火箭发射列表 |
| ---------------------------------------- | --------------------- | ------------------------------------ | ---------------------------------------- | -------------------- | --------------------------------------------------------------------------------- | -------------------- |
| 2000年代 · 2010年代 ·2020年代 · 未来任务 |                       |                                      |                                          |                      |                                                                                   |                      |
| 序号                                     | 运载火箭名称 （代号） | 有效载荷名称                         | 发射起飞时间 （UTC） （UTC+9）           | 预定星箭分离轨道     | 发射地点                                                                          | 发射结果             |
| 2000年代：2009年 ↑                       |                       |                                      |                                          |                      |                                                                                   |                      |
|                                          |                       |                                      |                                          |                      |                                                                                   |                      |
| 1.                                       | 罗老号（1）           | 科学技术卫星2A号                     | 2009年8月25日 08时00分33秒 17时00分33秒  | 近地轨道             | 罗老宇宙中心一号发射工位 34°25′54.72″N 127°32′6.25″E / 34.4318667°N 127.5350694°E | 失败                 |
| 2010年代：2010年－2013年 - ↑             |                       |                                      |                                          |                      |                                                                                   |                      |
|                                          |                       |                                      |                                          |                      |                                                                                   |                      |
| 2.                                       | 罗老号（2）           | 科学技术卫星2B号                     | 2010年6月10日 08时01分 17时01分          | 近地轨道             | 罗老宇宙中心一号发射工位 34°25′54.72″N 127°32′6.25″E / 34.4318667°N 127.5350694°E | 失败                 |
|                                          |                       |                                      |                                          |                      |                                                                                   |                      |
| 3.                                       | 罗老号（3）           | 科学技术卫星2A号                     | 2013年1月30日 07时00分00秒 16时00分00秒  | 近地轨道             | 罗老宇宙中心一号发射工位 34°25′54.72″N 127°32′6.25″E / 34.4318667°N 127.5350694°E | 成功                 |
| 2020年代：2021年－2022年 - ↑             |                       |                                      |                                          |                      |                                                                                   |                      |
|                                          |                       |                                      |                                          |                      |                                                                                   |                      |
| 4.                                       | 世界號（1）           | 模拟载荷                             | 2021年10月21日 08时00分00秒 17时00分00秒 | 太阳同步轨道         | 罗老宇宙中心二号发射工位                                                          | 失败 三级提前关机    |
|                                          |                       |                                      |                                          |                      |                                                                                   |                      |
| 5.                                       | 世界號（2）           | 0.2噸的技術示範衛星和1.3噸的衛星模型 | 2022年6月21日 07时00分00秒 16时00分00秒  | 太阳同步轨道         | 罗老宇宙中心二号发射工位                                                          | 成功                 |
| 未来任务                                 |                       |                                      |                                          |                      |                                                                                   |                      |
|                                          |                       |                                      |                                          |                      |                                                                                   |                      |

## 探月计划
赏月号是韩国首個月球軌道探测器，将透過绕月探索月球的水资源、鈾、氦-3、矽和鋁，並繪製地形圖以幫助選擇未來的月球著陸點。赏月号探測器于2022年8月4日，由美国的SpaceX以猎鹰9號火箭成功發射升空。成功進入月球轨道，韩国成为继前苏联、美国、日本、欧盟、中国、印度和以色列之后，第8個完成探月的国家或地区。

## 外部連結
- 韓國航空宇宙硏究院官方网站
- （英文）韩国航天工程简介 （页面存档备份，存于）
- 罗老号运载火箭简介

## 参阅
- 罗老宇宙中心
- 罗老号运载火箭
- 韩国航空宇宙产业
- 朝鲜宇宙太空技术委员会